# Attentatet i Magnanville 2016
Attentatet i Magnanville 2016 inföll den 13 juni 2016 då en polis och hans fru knivhöggs till döds vid deras hem i Magnanville i Frankrike. Gärningsmannen Larossi Aballa, som 2013 dömts för samröre med en grupp som planerade terroristattacker, gömde sig utanför huset som tillhörde Jean-Baptiste Salvaing, en 42-årig fransk polis. När Salvaing kom hem vid 20.30-tiden på kvällen attackerades han omedelbart med kniv av Aballa som ropade "allahu akbar", Salvaing flydde ut på gatan där han mötte en granne och uppmanade denne att ringa räddningstjänsten och sätta sig i säkerhet. Aballa hann ikapp den sårade Salvaing och dödade honom med hugg mot buken varefter gick han tog sig in i offrens bostad. Där dödade han Salvaings hustru, polisanställda 36-åriga Jessica Schneider, genom att hugga henne i halsen inför parets 3-åriga son och barrikaderade sig därefter i huset med sonen. Aballa laddade upp en video av attacken till Facebook Live och publicerade tweets där han tillkännagav sitt medlemskap i Islamiska Staten och sin skuld för dådet. Franska polisens specialstyrka RAID anlände till platsen och förhandlade med gärningsmannen. Gärningsmannen uttalade att han var en troende muslim, att han firade ramadan och var trogen Islamiska Statens ledare Abu Bakr al-Baghdadi. Senare under kvällen stormades huset varvid inga poliser skadades, gärningsmannen sköts ihjäl och offrens son undkom oskadd. I huset hittade polisen en lista av mål som innehöll journalister, rappare, offentliga personer och poliser. I Aballas fordon som var parkerat i närheten fann polisen en djellaba-dräkt, Koranen och  samt annan religiös litteratur. Ytterligare män arresterades i samband med attacken.